# キャプテン・サワダ
キャプテン・サワダ（Captain Sawada）は、カプコンの対戦型格闘ゲーム『ストリートファイター』シリーズに登場する架空の人物。

## 概要
『ストリートファイターII』を原作とした実写映画『ストリートファイター』に登場した、映画版のために創られたオリジナルキャラクター。演じたのは俳優の沢田謙也（現・澤田謙也）で、役名は演者の名前からとられている。「キャプテン・サワダ」という役は当初台本になかったが、澤田がキャスティング・ディレクターへ自撮りのビデオを送り高評価を受けたことで出演の機会を得て、撮影中に澤田のためにアドリブで用意された。同作ではリュウやエドモンド本田を差し置いて唯一の日本人という設定になっている。
ゲームではアーケードゲーム『ストリートファイター ザ・ムービー』（以下『ザ・ムービー』）およびセガサターン・PlayStation用ゲーム『ストリートファイター リアルバトル オン フィルム』（以下『リアルバトル オン フィルム』）にプレイアブルキャラクターとして登場。『リアルバトル オン フィルム』では沢田流ケンカ術の使い手で、ハラキリを行って攻撃する「獄殺自爆陣」や「忍法神隠し」、「カミカゼアタック」などを使う奇抜なキャラクターとなっている（説明書では「奇抜な技で注目を浴びたい君に適したミラクル・ニューファイター」と紹介されている）。

## キャラクターの設定

### 映画準拠の設定
国連軍コマンド部隊を指揮する日本人将校で、ガイル大佐の右腕的存在。階級は大尉。少林寺拳法、空手、柔術あるいは剣道など、ありとあらゆる武道に通じた格闘戦のスペシャリスト。軍服の下に青いTシャツを着用しているが、格闘ゲームに登場する際は上半身裸になっている。
東南アジアの犯罪都市シャドルーの独裁者であるバイソン将軍の捕虜になった国連救済派遣団員の救出作戦に参加し、キャミィやT・ホークとともにガイルをサポートする。バイソンの要塞攻略時には主力部隊の指揮を任される。要塞突入後、怪獣映画のような戦いを繰り広げる本田とザンギエフを目の当たりにして部下とともに唖然としていた。
『ザ・ムービー』のエンディングでは大尉から司令官に昇進し、群を抜くリーダーシップと非の打ちどころのない誠実さで、史上最も愛されるリーダーになったことが語られる。
『リアルバトル オン フィルム』のエンディングではバイソン軍壊滅の陰の功労者として称えられ、その後も勇気溢れる軍人の鑑として世界平和に尽くした。また、ガイル大佐とは同じ部隊になることはあまりなかったものの、お互い常に尊敬し合っていることが語られている。

### シリーズ本編での設定
本人は直接登場しないが『ストリートファイターV』では人物相関図に名前が記載されており、ガイルやナッシュと同じアメリカ空軍所属になっている。『ストリートファイターV』公式サイト内のコンテンツ「シャドルー格闘家研究所」のキャラ図鑑において新たにプロフィールが設定されており、『リアルバトル オン フィルム』同様「サワダ流ケンカ術とちょっぴり忍術を使うミラクル・ニューファイター」と紹介されている。正義感が強く定規よりまっすぐな性格であり、シャドルー壊滅作戦に参加を表明している。
『ストリートファイター6』ではキャプテン・サワダの「獄殺自爆陣」を彷彿とさせるエモートが登場する。

### トロ・ステーション
PlayStation 3用ソフト『まいにちいっしょ』内で配信された「トロ・ステーション」では複数回登場している。トロとクロからは「キャプテン」と呼ばれ、こわもてのため2人からは恐れられている。『リアルバトル オン フィルム』の話題になると「昔の話はいいだろう」と不機嫌になる他、クロの失言が原因でサワダを怒らせることが多いが、たまに茶目っ気も見せる。服装は青いベレー帽と青いTシャツ。
初登場となる第766回「キャプテン・サワダの護身術入門」ではトロとクロに護身術を教える格闘の先生として登場。アフガンで国際的テロリスト相手に死闘を繰り広げていたという近況や、回し蹴りの特訓をヘリコプターの回転するプロペラの上で行い、ガイルに散々やめるように言われていたこと、友人のジャッキー・チェンに頼まれてアクション映画に出演する予定であることなどを語った。
第886回「ラーメン屋さん見学にあの人登場（前）」、第887回「ラーメン屋さん見学にあの人登場（後）」ではトロとクロが訪れたラーメン屋に現れる。ラーメン作りは武道の鍛錬に必要な要素があると言い、豚丸骨（げんこつ）を手刀で真っ二つにした他、少林寺での修行のために中国を訪れた際にラーメン特訓を始めたことを語った。
後継コンテンツである『週刊トロ・ステーション』でも第16号「プロに教わる！たのしい海外旅行」に登場し、上海万博開催を前に現地でパトロールや治安維持に努めていた知識を活かし、トロとクロに「もっともエキサイティングな都市」として上海を紹介する。このときは冬仕様の軍のコスチュームで登場したが、トロに「キャプテンでも冬は寒いんですニャ」と言われた直後、「誰がそんなことを言った」とにわかに服を脱ぎだした。

## 技の解説

### ザ・ムービー

#### 必殺技
扇空脚（せんくうきゃく）
前方に向かって飛び蹴りを放つ。「波動拳」などの飛び道具を飛び越えながら攻撃ができる。
弧空脚（こくうきゃく）
上昇しながら飛び蹴りを放つ。
鬼雷閃（きらいせん）
刀を振り下ろす技。飛び道具を跳ね返すことができる。
空雷閃（くうらいせん）
前方に飛び込みながら刀を振り下ろす。

#### スーパーコンボ
烈空大車輪（れっくうだいしゃりん）
扇空脚から弧空脚に繋げる連続攻撃。
百鬼雷閃（ひゃっきらいせん）
パンチの連打から鬼雷閃に繋げる連続攻撃。

### リアルバトル オン フィルム

#### 必殺技
百殺イズナ切り（ひゃくさつイズナぎり）
オーラを纏った手刀を繰り出す技で、連打が可能。説明書では「音速でチョップを連打する」と書かれている。
獄殺自爆陣（ごくさつじばくじん）
「ハラキリ」の掛け声とともに切腹する技で、飛び散った血飛沫で攻撃する。当たった相手をダウンさせることが可能。説明書では「命がけの大技」と書かれているが、使用しても体力が減ることはない。スーパー必殺技版では血飛沫が金色に変化し、飛び道具を跳ね返せる。なお、『ザ・ムービー』では時間切れ判定負けの時のみハラキリポーズを見せる。
沢田スペシャル'95（さわだスペシャル'95）
連続で飛び蹴りを放つ。コマンド追加入力で最後にサマーソルトキックを繰り出す三段キック。
忍法神隠し（にんぽうかみかくし）
印を結んだ直後に姿を消し、画面中の別の場所に瞬間移動する。方向ボタンとパンチ・キックボタンの組み合わせで出現位置を変化させられる。

#### スーパーコンボ
カミカゼアタック
「カミカゼ」の掛け声とともに、両手を上に掲げた体勢のまま突進する。突進中はスーパーアーマー状態で、相手の攻撃を受けながら前進することができる。スーパーコンボフィニッシュすると「バンザーイ」と叫ぶ。

## 他のメディアでのサワダ
『別冊コロコロコミックSpecial』1995年6月号掲載の坂井孝行による漫画『映画原作 ストリートファイター 「シャドルー壊滅大作戦」』では、映画同様ガイルの部下としてわずかに登場する。
1995年から1997年にかけて北米で放送されたテレビアニメ『STREET FIGHTER』（日本では2019年に『ストリートファイター USA』として配信）では、映画に準拠した設定で登場。融通が利かないほど生真面目な性格に描かれ、ガイル大佐が命令違反により市民を危険にさらしたことを軍法会議で告発して彼を軍から追いやった後、代わりに大佐に昇進している。第12話ではエメラルドが発掘されたことで人が押し寄せる町の治安維持に当たっており、ガイルといがみ合いながらも共に鉱山独占を企むサガットと戦うことになる。第14話ではダルシムに会うためにヒマラヤに向かうガイルたちに同行し、仲間を守るために政府の実験場から熱核弾頭を盗んだダルシムを逮捕しようとする。本作では気の力や、祖先より受け継いだ剣技を披露する。

## その他
- ゲーム雑誌『ゲーメスト』における『ザ・ムービー』の初報では、フェイロンのような技を使うキャラクターと紹介されていた[8]。
- 『ストリートファイターZERO3』では、ソドムが自身のエンディングにおいてサワダの技と同名の「カミカゼアタック」を使用している[12]。
- カプコンとSNKのキャラクターが登場するSNKプレイモアのゲーム『SNK VS. CAPCOM カードファイターズDS』において、プロデューサーのFALCOONがキャプテン・サワダの使用許可をカプコンに申し入れたが、版権の都合などで実現しなかった[13]。
- 「シャドルー格闘家研究所」でプレイできた配信期間限定のブラウザゲーム『NECO DROP 2 〜CAT FRIENDS NATION STREET FIGHTER V〜』にキャプテン・サワダをネコ化した「さわにゃ」が登場し、アクリルスタンドキーホルダー化もされた[14]。
- 『リアルバトル オン フィルム』のディレクターである河野禎則は、ユニークな作品にするために当時研修中の新人だった安藤行男にキャプテン・サワダの仕様を全面的に任せ[15]、安藤は思い浮かぶままに「獄殺自爆陣」や「神風万歳」などの技を次々考案したが[16]、「弱だと平仮名（さわだ）、中だと片仮名（サワダ）、強だと漢字（沢田）の文字が飛んでいく飛び道具」[17][18]、「分身を作って、偽物に敵が触ると爆死する“身代わり地蔵”」などは没になった[17]。「獄殺自爆陣」などの技名は当時安藤がハマっていた『魁!!男塾』の影響だが、これらの技名もほとんど没になっている[19]。
- 2003年に同人サークルD.C.S.が発売した対戦型格闘ゲーム『ブリーフカラテ』（2016年にSteamで無料配信）に登場するS.玉出（スーパーたまで）がサワダ流を会得しており[20]、「ハラキリ」や「カミカゼアタック」を使用する[21]。

## 登場作品
- ストリートファイター ザ・ムービー
- ストリートファイター リアルバトル オン フィルム
- まいにちいっしょ
- 週刊トロ・ステーション

## 担当俳優・声優
俳優
- 沢田謙也（実写映画『ストリートファイター』）

声優
- 澤田謙也（実写映画『ストリートファイター』日本語吹替・ソフト版）